# Dert, Rokîtne
Dert (în ucraineană Дерть) este un sat în comuna Kîsorîci din raionul Rokîtne, regiunea Rivne, Ucraina.

## Demografie
Componența lingvistică a localității Dert
     Ucraineană (99,59%)
     Alte limbi (0,41%)
Conform recensământului din 2001, majoritatea populației localității Dert era vorbitoare de ucraineană (99,59%), existând în minoritate și vorbitori de alte limbi.